# Eugenija Meškienė
Eugenija Meškienė (* 24. März 1945 in  Rakandžiai, Wolost Gruzdžiai, jetzt Rajongemeinde Šiauliai; † 27. November 2008 in Akmenė) war eine litauische sozialdemokratische Politikerin.

## Leben
Von 1953 bis 1961 lernte Eugenija in der Schule Šiupyliai bei Šiauliai. Nach dem Abitur von 1961 bis 1965 in der Schule Ginkūnai absolvierte sie von 1966 bis 1971 das Diplomstudium der Zootechnik an der Lietuvos veterinarijos akademija in Kaunas. Von 1981 bis 1984 promovierte Eugenija Meškienė in Estland zum Doktor. Von 1997 bis 2007 war sie Vizebürgermeisterin und ab 2007 Bürgermeisterin der Rajongemeinde Akmenė.
Eugenija Meškienė war Mitglied der Lietuvos komunistų partija, Lietuvos demokratinė darbo partija und ab 2001 der Lietuvos socialdemokratų partija.